# Thai Union Group
Thai Union Group PCL er en multinational Thailandsk producent af fiskeprodukter med hovedkvarter i Samut Sakhon ved Bangkok. Virksomheden blev børsnoteret på Stock Exchange of Thailand 22. november 1994. I 2023 havde de 44.800 ansatte.
Thai Union har fabrikker i Frankrig, Tyskland, Ghana, Polen, Portugal, Papua New Guinea, Norge, Seychellerne, Skotland, Vietnam, Thailand og USA. Deres fiskeprodukter inkuderer tun, rejer, sardin, makrel, laks, dyremad og færdigretter. Produkterne sælges frosne, kølede og som konserves.

## Datterselskaber
Væsentlige datterselskaber er:
- Bellotta (Thailand)
- Chicken of the Sea USA)
- Fisho (Thailand)
- John West (Nederlandene og UK)
- King Oscar (Norge)
- Ayam Brand (Indonesien, Malaysia og Singapore)
- Mareblu (Italien)
- Marvo (Thailand)
- Parmentier (Frankrig)
- Petit Navire (Frankrig)
- Rügen Fisch (Tyskland)
- Sealect (Thailand)

## Historie
17. marts 1977 blev Asian Pacific Thai Tuna Co, Ltd. etableret.
Navnet Thai Union Frozen Products PLC blev indført i marts 1988.